# Ernesto d'Austria
Ernesto d'Asburgo, arciduca d'Austria (Vienna, 15 giugno 1553 – Bruxelles, 20 febbraio 1595), era il secondogenito dell'imperatore Massimiliano II e di Maria di Spagna.

## Biografia
Fu educato assieme al fratello Rodolfo alla corte di Spagna. Nel 1573 e nel 1587 fu candidato al trono di Polonia, ma gli furono preferiti rispettivamente Enrico di Valois e Sigismondo di Svezia. Dal 1576 in poi, fu governatore dell'Arciducato d'Austria, dove promosse la Controriforma. Nel 1590 divenne tutore del giovane cugino, l'arciduca dell'Austria Interiore Ferdinando (che sarebbe poi divenuto l'imperatore Ferdinando II). Nel 1592 subì in Ungheria una sconfitta dai Turchi.
Nello stesso anno il re Filippo II di Spagna gli affidò l'incarico di governatore dei Paesi Bassi spagnoli, ma Ernesto si recò a Bruxelles solo nel 1594; se il suo governo fu privo di rilevanza politica a causa della sua brevità (morì già l'anno seguente), fu però importante dal punto di vista culturale e artistico: nei Paesi Bassi ebbe modo di conoscere e apprezzare il pittore Pieter Bruegel il Vecchio e lo raccomandò al fratello Rodolfo II. Questa fu quindi l'origine della collezione di dipinti di Bruegel del Kunsthistorisches Museum di Vienna.

## Ascendenza
|                           |                        |                          | Genitori                   |  |  | Nonni |  |  | Bisnonni               |  |  | Trisnonni                |  |
|                           |                        |                          |                            |  |  |       |  |  | Filippo I di Castiglia |  |  | Massimiliano I d'Asburgo |  |
|                           |                        |                          |                            |  |  |       |  |  | Filippo I di Castiglia |  |  | Massimiliano I d'Asburgo |  |
|                           |                        | Maria di Borgogna        |                            |  |  |       |  |  | Filippo I di Castiglia |  |  |                          |  |
| Ferdinando I d'Asburgo    |                        |                          |                            |  |  |       |  |  | Filippo I di Castiglia |  |  |                          |  |
|                           |                        | Giovanna di Castiglia    | Ferdinando II d'Aragona    |  |  |       |  |  |                        |  |  |                          |  |
|                           |                        | Giovanna di Castiglia    | Ferdinando II d'Aragona    |  |  |       |  |  |                        |  |  |                          |  |
|                           |                        | Giovanna di Castiglia    | Isabella di Castiglia      |  |  |       |  |  |                        |  |  |                          |  |
| Massimiliano II d'Asburgo |                        | Giovanna di Castiglia    |                            |  |  |       |  |  |                        |  |  |                          |  |
|                           |                        | Ladislao II di Boemia    | Casimiro IV di Polonia     |  |  |       |  |  |                        |  |  |                          |  |
|                           |                        | Ladislao II di Boemia    | Casimiro IV di Polonia     |  |  |       |  |  |                        |  |  |                          |  |
|                           |                        | Ladislao II di Boemia    | Elisabetta d'Asburgo       |  |  |       |  |  |                        |  |  |                          |  |
| Anna Jagellona            |                        | Ladislao II di Boemia    |                            |  |  |       |  |  |                        |  |  |                          |  |
|                           |                        | Anna di Foix-Candale     | Gastone II di Foix-Candale |  |  |       |  |  |                        |  |  |                          |  |
|                           |                        | Anna di Foix-Candale     | Gastone II di Foix-Candale |  |  |       |  |  |                        |  |  |                          |  |
|                           |                        | Anna di Foix-Candale     | Caterina di Navarra        |  |  |       |  |  |                        |  |  |                          |  |
| Ernesto d'Asburgo         |                        | Anna di Foix-Candale     |                            |  |  |       |  |  |                        |  |  |                          |  |
|                           | Filippo I di Castiglia | Massimiliano I d'Asburgo |                            |  |  |       |  |  |                        |  |  |                          |  |
|                           | Filippo I di Castiglia | Massimiliano I d'Asburgo |                            |  |  |       |  |  |                        |  |  |                          |  |
|                           | Filippo I di Castiglia | Maria di Borgogna        |                            |  |  |       |  |  |                        |  |  |                          |  |
| Carlo V d'Asburgo         | Filippo I di Castiglia |                          |                            |  |  |       |  |  |                        |  |  |                          |  |
|                           |                        | Giovanna di Castiglia    | Ferdinando II d'Aragona    |  |  |       |  |  |                        |  |  |                          |  |
|                           |                        | Giovanna di Castiglia    | Ferdinando II d'Aragona    |  |  |       |  |  |                        |  |  |                          |  |
|                           |                        | Giovanna di Castiglia    | Isabella di Castiglia      |  |  |       |  |  |                        |  |  |                          |  |
| Maria d'Asburgo           |                        | Giovanna di Castiglia    |                            |  |  |       |  |  |                        |  |  |                          |  |
|                           |                        | Manuele I del Portogallo | Ferdinando del Portogallo  |  |  |       |  |  |                        |  |  |                          |  |
|                           |                        | Manuele I del Portogallo | Ferdinando del Portogallo  |  |  |       |  |  |                        |  |  |                          |  |
|                           |                        | Manuele I del Portogallo | Beatrice del Portogallo    |  |  |       |  |  |                        |  |  |                          |  |
| Isabella d'Aviz           |                        | Manuele I del Portogallo |                            |  |  |       |  |  |                        |  |  |                          |  |
|                           |                        | Maria d'Aragona          | Ferdinando II d'Aragona    |  |  |       |  |  |                        |  |  |                          |  |
|                           |                        | Maria d'Aragona          | Ferdinando II d'Aragona    |  |  |       |  |  |                        |  |  |                          |  |
|                           |                        | Maria d'Aragona          | Isabella di Castiglia      |  |  |       |  |  |                        |  |  |                          |  |
|                           |                        | Maria d'Aragona          |                            |  |  |       |  |  |                        |  |  |                          |  |